# Michael Bublé (album)
Michael Bublé er det selvbetitlede tredje studiealbum fra den canadisk-italiensk musiker Michael Bublé. Albummet blev udgivet den 11. februar 2002, og var det første af hans albums på et større pladeselskab. Der blev udsendt fire singler fra albmmet: "How Can You Mend a Broken Heart", "Kissing A Fool", "Sway" og "Spider-Man Theme".

## Spor
| Standard edition | Standard edition                                         | Standard edition | Standard edition | Standard edition | Standard edition | Standard edition | Standard edition | Standard edition | Standard edition |
| #                | Titel                                                    | Længde           |                  |                  |                  |                  |                  |                  |                  |
| ---------------- | -------------------------------------------------------- | ---------------- | ---------------- | ---------------- | ---------------- | ---------------- | ---------------- | ---------------- | ---------------- |
| 1.               | "Fever"                                                  | 3:51             |                  |                  |                  |                  |                  |                  |                  |
| 2.               | "Moondance"                                              | 4:13             |                  |                  |                  |                  |                  |                  |                  |
| 3.               | "Kissing a Fool"                                         | 4:34             |                  |                  |                  |                  |                  |                  |                  |
| 4.               | "For Once in My Life"                                    | 2:32             |                  |                  |                  |                  |                  |                  |                  |
| 5.               | "How Can You Mend a Broken Heart" (featuring Barry Gibb) | 3:54             |                  |                  |                  |                  |                  |                  |                  |
| 6.               | "Summer Wind"                                            | 2:55             |                  |                  |                  |                  |                  |                  |                  |
| 7.               | "You'll Never Find Another Love like Mine"               | 4:04             |                  |                  |                  |                  |                  |                  |                  |
| 8.               | "Crazy Little Thing Called Love"                         | 3:09             |                  |                  |                  |                  |                  |                  |                  |
| 9.               | "Put Your Head on My Shoulder"                           | 4:26             |                  |                  |                  |                  |                  |                  |                  |
| 10.              | "Sway"                                                   | 3:08             |                  |                  |                  |                  |                  |                  |                  |
| 11.              | "The Way You Look Tonight"                               | 4:37             |                  |                  |                  |                  |                  |                  |                  |
| 12.              | "Come Fly with Me"                                       | 3:20             |                  |                  |                  |                  |                  |                  |                  |
| 13.              | "That's All"                                             | 3:59             |                  |                  |                  |                  |                  |                  |                  |
| 48:42            |                                                          |                  |                  |                  |                  |                  |                  |                  |                  |

| 1. | "Behind-the-scenes footage" (video) |  |

| Japanese Edition | Japanese Edition             | Japanese Edition | Japanese Edition | Japanese Edition | Japanese Edition | Japanese Edition | Japanese Edition | Japanese Edition | Japanese Edition |
| #                | Titel                        | Længde           |                  |                  |                  |                  |                  |                  |                  |
| ---------------- | ---------------------------- | ---------------- | ---------------- | ---------------- | ---------------- | ---------------- | ---------------- | ---------------- | ---------------- |
| 14.              | "Can't Help Falling in Love" | 3:49             |                  |                  |                  |                  |                  |                  |                  |
| 52:31            |                              |                  |                  |                  |                  |                  |                  |                  |                  |

| Australian deluxe special edition bonus CD | Australian deluxe special edition bonus CD | Australian deluxe special edition bonus CD | Australian deluxe special edition bonus CD | Australian deluxe special edition bonus CD | Australian deluxe special edition bonus CD | Australian deluxe special edition bonus CD | Australian deluxe special edition bonus CD | Australian deluxe special edition bonus CD | Australian deluxe special edition bonus CD |
| #                                          | Titel                                      | Længde                                     |                                            |                                            |                                            |                                            |                                            |                                            |                                            |
| ------------------------------------------ | ------------------------------------------ | ------------------------------------------ | ------------------------------------------ | ------------------------------------------ | ------------------------------------------ | ------------------------------------------ | ------------------------------------------ | ------------------------------------------ | ------------------------------------------ |
| 1.                                         | "Sway" (Junkie XL Remix)                   | 3:09                                       |                                            |                                            |                                            |                                            |                                            |                                            |                                            |
| 2.                                         | "Sway" (Acoustic Mix)                      | 3:08                                       |                                            |                                            |                                            |                                            |                                            |                                            |                                            |
| 3.                                         | "Moondance" (Live Mix)                     | 3:55                                       |                                            |                                            |                                            |                                            |                                            |                                            |                                            |
| 10:12                                      |                                            |                                            |                                            |                                            |                                            |                                            |                                            |                                            |                                            |

| Special fan edition / Christmas limited edition bonus EP: Let It Snow | Special fan edition / Christmas limited edition bonus EP: Let It Snow | Special fan edition / Christmas limited edition bonus EP: Let It Snow | Special fan edition / Christmas limited edition bonus EP: Let It Snow | Special fan edition / Christmas limited edition bonus EP: Let It Snow | Special fan edition / Christmas limited edition bonus EP: Let It Snow | Special fan edition / Christmas limited edition bonus EP: Let It Snow | Special fan edition / Christmas limited edition bonus EP: Let It Snow | Special fan edition / Christmas limited edition bonus EP: Let It Snow | Special fan edition / Christmas limited edition bonus EP: Let It Snow |
| #                                                                     | Titel                                                                 | Længde                                                                |                                                                       |                                                                       |                                                                       |                                                                       |                                                                       |                                                                       |                                                                       |
| --------------------------------------------------------------------- | --------------------------------------------------------------------- | --------------------------------------------------------------------- | --------------------------------------------------------------------- | --------------------------------------------------------------------- | --------------------------------------------------------------------- | --------------------------------------------------------------------- | --------------------------------------------------------------------- | --------------------------------------------------------------------- | --------------------------------------------------------------------- |
| 1.                                                                    | "Let It Snow! Let It Snow! Let It Snow!"                              | 2:05                                                                  |                                                                       |                                                                       |                                                                       |                                                                       |                                                                       |                                                                       |                                                                       |
| 2.                                                                    | "The Christmas Song"                                                  | 4:15                                                                  |                                                                       |                                                                       |                                                                       |                                                                       |                                                                       |                                                                       |                                                                       |
| 3.                                                                    | "Grown Up Christmas List"                                             | 3:41                                                                  |                                                                       |                                                                       |                                                                       |                                                                       |                                                                       |                                                                       |                                                                       |
| 4.                                                                    | "I'll Be Home for Christmas"                                          | 3:39                                                                  |                                                                       |                                                                       |                                                                       |                                                                       |                                                                       |                                                                       |                                                                       |
| 5.                                                                    | "White Christmas"                                                     | 3:59                                                                  |                                                                       |                                                                       |                                                                       |                                                                       |                                                                       |                                                                       |                                                                       |
| 17:39                                                                 |                                                                       |                                                                       |                                                                       |                                                                       |                                                                       |                                                                       |                                                                       |                                                                       |                                                                       |